# 사르코바투스과
사르코바투스과(Sarcobataceae)는 속씨식물과의 하나이다. 이 과는 겨우 최근에야 일려졌고, 아주 적은 수의 분류학자들만이 인정해 왔다.
2003년의 APG II 분류 체계(1998년의 APG 분류 체계에서 바뀐 것이 없음)에서는 이 과를 인정했으며, 핵심 진정쌍떡잎식물군 내의 석죽목으로 분류했다. 이 과는 유일한 속 사르코바투스속(Sarcobatus)에 속하는 1~2종이 있으며 북아메리카에 자생한다. 이들 식물들은 이전에는 명아주과로 취급했다.